# La Fiancée du bon coin
La Fiancée du bon coin est un tableau populaire en 1 acte mêlé de chant d'Eugène Labiche, donné pour la 1re fois à Paris au Théâtre du Palais-Royal le 16 avril 1856.
- Collaborateur Marc-Michel.
- Editions Michel Lévy frères.

## Distribution
| Acteurs et actrices ayant créé les rôles |                   |
| Personnage                               | Acteur ou actrice |
| Dindard, cabaretier                      | Grassot           |
| Népomucène, son neveu                    | Hyacinthe         |
| Rafouinat, charbonnier auvergnat         | M. Pellerin       |
| Moufflon, charretier                     | M. Floridor       |
| Un boulanger                             | M. Ferdinand      |
| Un teinturier                            | M. Paul           |
| Un marchand de peaux de lapin            | M. Rémy           |
| Choise, sœur de Rafouinat                | Mme Thierret      |
| Javotte, servante de Dindard             | Mme Cécile        |